# Astragalus eastwoodiae
Astragalus eastwoodiae es una especie de planta herbácea perteneciente a la familia de las leguminosas. Es originaria del Norteamérica.
Es una planta herbácea perennifolia originaria de Estados Unidos que se encuentra en  Colorado y Utah.

## Taxonomía
Astragalus eastwoodiae fue descrita por Marcus Eugene Jones y publicado en Zoë 4(4): 368. 1894.
Etimología
Astragalus: nombre genérico derivado del griego clásico άστράγαλος y luego del Latín astrăgălus aplicado ya en la antigüedad, entre otras cosas, a algunas plantas de la familia Fabaceae, debido a la forma cúbica de sus semillas parecidas a un hueso del pie.
eastwoodiae: epíteto otorgado en honor de la botánico estadounidense Alice Eastwood.
Sinonimia
- Astragalus eastwoodae M.E.Jones
- Astragalus preussii var. eastwoodae (M.E.Jones) M.E.Jones
- Astragalus preussii var. sulcatus M.E.Jones
- Phaca eastwoodiae (M.E. Jones) Rydb.